# Pavol Bojanovský
Pavol Bojanovský (Bratislava, 6 settembre 1953) è un ex cestista e allenatore di pallacanestro cecoslovacco.

## Carriera
Con la Cecoslovacchia ha disputato i Campionati europei del 1977, i Campionati mondiali del 1978 e i Giochi olimpici di Mosca 1980.

## Palmarès

### Giocatore
- Campionato cecoslovacco: 4

Dukla Olomouc: 1974-75
Inter Bratislava: 1978-79, 1979-80, 1982-83